# رادچنگتسا
رادچنگتسا (به لهستانی:  Radecznica) یک روستا در لهستان است که در گمینا رادچنگتسا واقع شده‌است. رادچنگتسا ۹۲۰ نفر جمعیت دارد.